# Josep Antoni Guiter
Josep Antoni Guiter (Torrelles de la Salanca, 23 de febrer del 1761 — París, 29 de juny del 1829) fou un religiós i polític nord-català que participà en els debats de la Revolució Francesa.

## Biografia
Nasqué al Rosselló, per bé que procedia d'una cèlebre família de metges i cirurgians de Darnius, a l'Alt Empordà. Estudià a Perpinyà, al Collège royal, i posteriorment es doctorà en teologia, s'ordenà sacerdot abans del 1789 i rebé un benefici a la col·legiata de Sant Joan de Perpinyà. Arran de la Revolució francesa, prestà el jurament civil del clergat, cosa per la qual fou expulsat de l'estament eclesiàstic. El 28 de desembre del 1790 va ser elegit alcalde de Perpinyà, càrrec que ocupà des del 2 de gener de 1791 fins al 16 de setembre de 1792. Era professor a la Universitat de Perpinyà quan, el 3 de setembre del 1792, el departament elegí els 5 diputats i 2 suplents que l'havien de representar a la Convenció Nacional, i Guiter sortí elegit en primer lloc, amb 127 vots dels 153 emesos.
A la Convenció va tenir una actuació moderada i s'oposà a l'execució de Lluís XVI, cosa que li valgué ser detingut amb 74 girondins més el 8 de juny del 1793. Després de la caiguda de Robespierre, els 75 girondins van ser alliberats el 30 de juliol del 1794, cosa que Guiter aprofità per tornar al Rosselló a refer la seva delicada salut. Es van convocar noves eleccions per al 8 de setembre del 1795, i va sortir elegit diputat pels Pirineus Orientals al Consell dels Cinc-Cents. El 1799 aprovà el cop d'estat de Napoleó Bonaparte i ocupà càrrecs en la seva administració, com el de Comissari Imperial de Queviures al camp de Bruges (1805). Va ser novament elegit diputat el 15 de maig del 1815, durant el règim dels Cent dies.
Sobre l'execució de Lluís XVI, Guiter manifestà que considerava el regicidi com una forma equivocada de sacrifici humà per la llibertat i la igualtat.
El seu nebot Théodore Guiter, notari com el seu pare, va ser elegit diputat a l'Assemblea Constituent del 1848, i a l'Assemblea Nacional el 1871.